# Sunderland Challenger 2005
Il Sunderland Challenger 2005 è stato un torneo di tennis facente parte della categoria ATP Challenger Series nell'ambito dell'ATP Challenger Series 2005. Il torneo si è giocato a Sunderland in Gran Bretagna dal 21 al 27 novembre 2005 su campi in cemento indoor.

## Vincitori

### Singolare
Alex Bogdanović ha battuto in finale  Danai Udomchoke con il punteggio di 7–6(4), 7–5

### Doppio
Frank Moser /  Sebastian Rieschick hanno battuto in finale  Christopher Kas /  Philipp Petzschner con il punteggio di 6–4, 6(3)–7, 6–4